# Zborovice
Zborovice (deutsch Sborowitz, früher Zborowitz) ist eine Gemeinde in Tschechien. Sie liegt zehn Kilometer südwestlich von Kroměříž und gehört zum Okres Kroměříž.

## Geographie
Zborovice befindet sich im Nordosten des Litentschitzer Hügellandes im Tal des Baches Lipinka. Nördlich erheben sich die Hambalky (374 m) und der Troják (Dreystein, 396 m), im Südosten die Kuchyňky (287 m), südwestlich der Kleštěnec (498 m) sowie im Westen der Přední díly (343 m). In Zborovice endet die Bahnstrecke Kroměříž–Zborovice, neben dem im Oberdorf befindlichen Bahnhof besteht im Niederdorf noch ein Haltepunkt.
Nachbarorte sind Vlčí Doly, Věžky und Zlobice im Norden, Lutopecny, Popovice und Rataje im Nordosten, Nětčice im Osten, Skržice und Zdounky im Südosten, Stroužník, Těšánky und Troubky im Süden, Nítkovice und Skavsko im Südwesten, Slížany und Morkovice im Westen sowie Počenice und Medlov im Nordwesten.

## Geschichte
Die erste schriftliche Erwähnung von Zborowicz erfolgte im Jahre 1276 als Sitz des Stanimír von Zborowicz. Das Gemeindegebiet ist jedoch wesentlich länger besiedelt, in der Flur Podlavčí wurde ein Grab aus dem 10. Jahrhundert aufgefunden. Der Ort entstand an einem alten Handelsweg, der vom Marsgebirge in die Hanna führte. Im Jahre 1348 wurde das Dorf als Sborowicz bezeichnet. 1353 war der Ort Sitz von Racek und Ješek von Sborouicz. 1366 wurde er Zworowicz genannt. Von Racek fiel das Gut Markgraf Johann Heinrich zu, der 1371 Puta von Hohlenstein damit belehnte. 1408 wurde der Ort Zborowicz und 1446 Zborowicze genannt. Zwischen 1448 und 1464 gehörte das Gut den Vladiken Racek von Zborowicz. Durch Zukauf verschiedener Höfe und Wirtschaften entwickelte sich Zborowicz ab 1600 zu einer kleinen Herrschaft. Zu den vielfach wechselnden Besitzern gehörten die Herren von Zástřizl und die Martinkovský von Rozseč. Ab 1626 gehörte die Herrschaft dem mährischen Hofrichter Christoph Karl Podstatzky von Prusinowitz. Die erste schriftliche Nachricht über die Feste stammt aus dem Jahre 1638, als František Horecký von Horka das Gut erwarb. Seine Kinder verkauften 1668 die Güter Pohořelice und Březolupy sowie die Hälfte von Zborowicz an Attilio Offredi. Ein weiterer Anteil gehörte Christoph Rzikowsky von Dobrzicz. František Ferdinand Sak von Bohuňovice, der Zborowicz 1690 erworben hatte, ließ ab 1717 die Feste zu einem Schloss umgestalten. Er vermachte den Besitz 1720 gemeinschaftlich seiner Frau Anna Katherina von Walderode und seinen Töchtern. Über Maximiliane Marie Beatrice Sak fiel die Herrschaft 1760 deren Ehemann Franz Anton von Rottal zu. 1786 erwarben die Freiherrn von Weißenburg die Herrschaft und kauften im selben Jahre das Gut Věžky hinzu. Ab 1836 gehörte die Herrschaft Ephraim Tersch, der sie 1850 an den Großindustriellen Abraham Popper verkaufte. Popper gründete im selben Jahre in Zborovice eine der ersten Zuckerfabriken in Mähren. Weiterhin gehörte zum Gut eine Brauerei. Bis zur Mitte des 19. Jahrhunderts bildete Zborovice eine eigene Herrschaft, zu der auch die Dörfer Věžky und Vlčí Doly gehörten.
Nach der Aufhebung der Patrimonialherrschaften bildete Zborovice / Zborowitz ab 1850 eine Gemeinde in der Bezirkshauptmannschaft Kroměříž. Popper verkaufte das Gut 1863 an den Fabrikanten Jonas Friess und dessen Schwester Antonia Redlich. 1881 wurde die Fabrik an die Kremsierer Eisenbahn angeschlossen. Am 24. Mai 1909 wurde Zborovice zur Stadt erhoben. Jonas Sohn, Heinrich Friess, der den Besitz 1891 geerbt hatte, konvertierte 1916 vom Judentum zum Katholizismus. Er ließ am Rande des Schlossgartens einen Golfplatz und Tennisplatz anlegen. 1938 emigrierte dessen Sohn Johann zusammen mit seiner Mutter vor den Nationalsozialisten ins Ausland. Die Güter der Familie Friess-Redlich wurden während der deutschen Besetzung „arisiert“. Nach dem Zweiten Weltkrieg verlor Zborovice die Stadtrechte. Im Jahre 1948 entstand auf dem Gelände der Zuckerfabrik ein Zweigwerk des Unternehmens Pilana, das Kreissägeblätter fertigt. Mit Beginn des Jahres 1961 wurde Medlov eingemeindet. Seit 1995 führt die Gemeinde ein Wappen und Banner.

## Gemeindegliederung
Die Gemeinde Zborovice besteht aus den Ortsteilen Medlov (Medlau) und Zborovice (Sborowitz).

## Sehenswürdigkeiten
- Altes Schloss Zborovice, das Barockschloss entstand zwischen 1717 und 1720 aus einer seit 1638 nachweislichen Feste für die Sak von Bohuňovice. Nach dem Bau des Neuen Schlosses wurde es zum Beamtenwohnhaus umgestaltet.
- Das Neue Schloss Zborovice wurde 1760 für Franz Anton von Rottal neben dem alten erbaut. Zwischen 1890 und 1891 ließ Jonas Friess das Schloss durch das Wiener Büro Fellner & Helmer zu einer Neorenaissancevilla umgestalten. Auf einem Hügel im Schlossgarten befindet sich die Grablege der Familie von Friess. Nach der Enteignung diente das Schloss ab 1947 als Altersheim und wird heute als Sozialfürsorgeeinrichtung für Behinderte genützt.
- Kirche des hl. Bartholomäus, errichtet zwischen 1673 und 1690 auf dem Platz eines alten Friedhofes
- Statue des hl. Florian im Schlossgarten, sie befand sich ursprünglich unter einer Platane vor dem Denkmal Pilana.
- Statue des hl. Johannes von Nepomuk, am Bach vor dem Schlossgarten
- Denkmal der Opfer beider Weltkriege, neben der Kirche
- Kapelle des hl. Bartholomäus in Medlov
- Mehrere steinerne Kreuze
- Teiche Nad Podlavčí, am südwestlichen Ortsausgang im Tal des Troubecký potok, sie wurden als Wasserreservoire für die Zuckerfabrik angelegt und dienten zugleich als Freibad mit Sprungturm.

## Söhne und Töchter der Gemeinde
- Thomas Lorenz (1865–1945), Politiker (SDAPÖ)
- Hynek Šubčík (1910–1986), Violinist, geboren in Medlov
- Blahoslav Adamík (1925–2008), Architekt
- Milan Šamánek (* 1931), Kardiologe und Professor
- Arne Linka (1938–1999), Musiktherapeut und Komponist